# Denes nad Makedonija
Denes nad Makedonija (Macedonisch: Денес над Македонија) (Vandaag boven Macedonië) is het volkslied van het land Noord-Macedonië. Het werd rond 1943 gecomponeerd door Vlado Maleski. Na de Tweede Wereldoorlog werd het lied aangenomen als volkslied van de Joegoslavische deelstaat Macedonië en later werd het ook het volkslied van het onafhankelijke Noord-Macedonië.

## De tekst in Cyrillisch schrift
Денес Над Македонија
Денес над Македонија се раѓа

Ново сонце на слободата! 

Македонците се борат

За своите правдини!

Македонците се борат

За своите правдини!

Одново сега знамето се вее

На Крушевската република!

Гоце Делчев, Питу Гули,

Даме Груев, Сандански!

Гоце Делчев, Питу Гули,

Даме Груев, Сандански!

Горите македонски шумно пеат

Нови песни, нови весници!

Македонија слободна,

Слободно живее!

Македонија слободна,

Слободно живее!

## De tekst in Latijns schrift
Denes nad Makedonija
Denes nad Makedonija se raģa

Novo sonce na slobodata!

Makedoncite se borat

Za svoite pravdini!

Makedoncite se borat

Za svoite pravdini!

Odnovo sega znameto se vee

Na Kruševskata republika!

Goce Delčev, Pitu Guli,

Dame Gruev, Sandanski!

Goce Delčev, Pitu Guli,

Dame Gruev, Sandanski!

Gorite makedonski šumno peat

Novi pesni, novi vesnici!

Makedonija slobodna,

Slobodno živee!

Makedonija slobodna,

Slobodno živee!

## Vertaling
Vandaag boven Macedonië
Vandaag boven Macedonië, is

de nieuwe zon van vrijheid geboren

De Macedoniërs vechten

voor hun eigen rechten!

De Macedoniërs vechten

voor hun eigen rechten!

Opnieuw wordt de vlag gehesen 

van de Kruschevo Republiek 

Goce Deltschev, Pitu Guli 

Dame Gruev, Sandanski! 

Goce Deltschev, Pitu Guli 

Dame Gruev, Sandanski!

De Macedonische bossen zingen 

nieuwe liederen en berichten  

Macedonië is bevrijd,

Het leeft in vrijheid!

Macedonië is bevrijd,

Het leeft in vrijheid!